# سیارک ۱۰۳۱۹
سیارک ۱۰۳۱۹ (به انگلیسی: 10319 Toshiharu، نامگذاری:1990TB1) ده هزار و سیصد و نوزدهمین سیارک کشف شده‌است که در ۱۱ اکتبر ۱۹۹۰ کشف شد.
قدر مطلق سیارک برابر ۱۹٫۵ است.